# Speicher (Appenzell Rhodes-Extérieures)
Pour l’article homonyme, voir Speicher (Eifel).
Speicher est une commune suisse du canton d'Appenzell Rhodes-Extérieures.

## Géographie

Vue aérienne de 200 m par Walter Mittelholzer (1923)

La commune de Speicher s'étend sur 8,17 km2. 

## Démographie
Speicher compte 4 430 habitants au 31 décembre 2022 pour une densité de population de 542 hab/km2. Sur la période 2010-2019, sa population a augmenté de 9,5 % (canton : 4,6 % ; Suisse : 9,4 %).  